# Casco SSK 90
El SSK 90 fue un casco de vuelo fabricado por Siemens, que tuvo un breve servicio en la Luftwaffe durante la Segunda Guerra Mundial. Fue introducido el 8 de mayo de 1941, pero se retiró de servicio solo 18 días después.

## Diseño
El núcleo del casco es de placas de acero con bisagras entrelazadas, destinadas a proteger contra la metralla y las balas de ametralladoras de pequeño calibre, estaba cubierto por un relleno y cuero marrón oscuro. Una gran sección de relleno en la parte delantera proporcionó un relleno adicional en el caso de una colisión y sirvió como un "rollo de agarre" para ponerse o quitarse rápidamente el casco. En ambos lados había un recorte para los auriculares, y su barboquejo usaba los mismos componentes  –  incluyendo hebillas, cuero y broches  –  que el de los cascos de los paracaidistas alemanes. El casco pesaba unos 1900 gramos (4,2 lb)
El modelo SSK 90 era extremadamente similar a otro modelo, el LKH W, que difería solo en su protector de cuello inclinado, la falta de barboquejo, y (con frecuencia) el águila de laLuftwaffe bordada.
A pesar del milenio que separa el final de la Era Vikinga de la Segunda Guerra Mundial, el hallazgo arqueológico de un casco SSK 90 del cual solo se conservaban las placas internas, fue erróneamente identificado como un casco vikingo. En 1992 se publicó el casco como una pieza vikinga. Solo quedaba el núcleo de hierro, y se sugirió que "el casco se usaba sobre una prenda de cuero o incluso de cota de malla". Se creía que era el casco vikingo mejor conservado, mejor que el casco de Gjermundbu, del cual solo queda un cuarto. El casco se comparó alternativamente con los diagramas de la patente del SSK 90 en 2002, y sugirió en cambio ser los restos de su núcleo de hierro.

## Historia
Diseñado por Siemens, el casco fue adoptado para su uso por la Luftwaffe el 8 de mayo de 1941. Sin embargo, las pesadas placas de acero eran tan gravosas que se retiraron del servicio el 26 de mayo de 1941. No obstante, los cascos siguieron usándose después de haberse retirado el modelo.